# Rosmarin
Rosmarin (Rosmarinus officinalis), (Salvia rosmarinus) er en stedsegrøn halvbusk, der ofte forhandles og dyrkes, som om den var en staude. Den dyrkes på grund af sine aromatiske blade, der bruges i talrige, sydlandsk inspirerede retter. Hele planten indeholder en stærkt duftende, klæbrig harpiks.

## Beskrivelse
Rosmarin er en stedsegrøn busk med en opret og tæt forgrenet vækst. Barken er først lysegrøn med en rødlig solside eller næsten grå på grund af et fint hårlag. Senere bliver den rødbrun, stadig med det fine hårlag. Gamle grene får efterhånden en grålig, opsprækkende bark. Knopperne er modsat stillede, men næsten usynlige nede ved basis af de stedsegrønne blade.
Bladene er kortstilkede og linjeformede (nåleagtige) med indrullet rand. Oversiden er mørkegrøn, mens undersiden er næsten helt hvid. Blomstringen foregår i det meget tidlige forår (i Danmark ofte i marts-april), hvor man finder blomsterne samlet i små stande fra bladhjørnerne. De enkelte blomster er 5-tallige og uregelmæssige (kun én symmetriakse) med lyseblå til mørkeblå kronblade. Frugterne er nødder med hver et myrelegeme.
Rodsystemet er dybtgående og vidt udbredt med flere, grove hovedrødder og mange, fine siderødder.
Rosmarin når en højde af op til halvanden meter og en bredde af cirka en meter. Den årlige tilvækst er omkring 25 centimeter i højden og 15 centimeter i bredden, i sit oprindelsesområde dog væsentligt mere. Den regnes som hårdfør til USDA sone 8.

## Hjemsted
Rosmarin er naturligt udbredt i Makaronesien, Nordafrika, Mellemøsten og Sydeuropa, hvor den foretrækker lysåbne, tørre og veldrænede voksesteder med kalkrig og næringsfattig jord (garrigue).
I Vestalperne nord for Grasse i Provence, Frankrig vokser arten sammen med aleppofyr, Avenula bromoides (en art af enghavre), bredbladet lavendel, Fumana ericoides, Fumana thymifolia (to arter af slægten Fumana i soløje-familien), Globularia alypum (en art af kugleblomst), lyngbladet koris, nellikelilje, sandstilkaks, stinkende evighedsblomst og Stipa offneri (en art af fjergræs)

## Anvendelse
Rosmarin er en aromatisk plante, der dyrkes for smagens skyld. Bladene bruges friske eller tørret som krydderi.
| Portal | Portal:Botanik |